# Plamen Dimov (calciatore)
Plamen Dijanov Dimov (in bulgaro Пламен Диянов Димов?; Burgas, 29 ottobre 1990) è un calciatore bulgaro, difensore del Nesebăr.